# Henning Wegter
Henning Wegter (* 20. März 1987 in Nordhorn) ist ein ehemaliger deutscher Volleyballspieler und -manager.

## Karriere
Wegter begann seine Karriere 1999 beim TV Nordhorn. 2002 folgte er seinem Vater Bernd zum FC Schüttorf 09. Später ging der Mittelblocker, dessen Schwester Anna beim SCU Emlichheim spielt, zum Nachwuchsteam VC Olympia Berlin und spielte in der Junioren-Nationalmannschaft. Aus der Hauptstadt wechselte er zum Bundesligisten TSV Giesen/Hildesheim. Trotz guter eigener Leistung konnte er 2009 den Abstieg des Vereins nicht verhindern. Daraufhin wurde er vom Moerser SC verpflichtet. Wegter wurde 2013 Gewinner der ersten "Hammawurf-WM". Danach wechselte er zum Zweitligisten TSG Solingen Volleys. Mit der TG 1862 Rüsselsheim gelang ihm 2015 der Aufstieg in die erste Bundesliga. Nach der Umbenennung der Mannschaft in United Volleys Rhein-Main war Wegter Manager und Geschäftsführer der United Volleys.
Seit 2018 ist Wegter für den DFB im Bereich Marketing tätig.